# Top Secret Affair
Top Secret Affair (br: Lábios Selados) é um filme de comédia romântica estadunidense de 1957 dirigido por H. C. Potter e estrelado por Susan Hayward e Kirk Douglas. Foi produzido por Martin Rackin e Milton Sperling a partir de um roteiro de Roland Kibbee e Allan Scott e distribuído pela Warner Bros. Pictures.
A história é vagamente adaptada do romance Melville Goodwin, USA de 1951, de John P. Marquand, que já havia sido adaptado em 1952 para a série Pulitzer Prize Playhouse da ABC. Hollywood evitou filmar o romance durante anos por causa de seu assunto delicado: o caso de um general casado com uma rica jornalista. Os roteiristas finalmente acabaram reescrevendo o enredo. Os nomes dos dois personagens - Melville Goodwin e Dottie Peale - foram mantidos, mas ambos agora solteiros. Os créditos do filme afirmam que ele é "baseado em personagens" do livro de Marquand, e não no livro em si.
Inicialmente, o filme seria protagonizado por Humphrey Bogart e sua esposa Lauren Bacall, mas Bogart adoeceu forçando a sua saída do projeto, e Bacall optou por permanecer em casa para cuidar dele até sua morte em 1957.

## Elenco
- Susan Hayward como Dorothy "Dottie" Peale
- Kirk Douglas como Maj. Gen. Melville A. Goodwin
- Paul Stewart como Phil Bentley
- Jim Backus como Col. Homer W. Gooch
- John Cromwell como General Daniel A. Grimshaw
- Roland Winters como Sen. Burdick
- Arthur Gould-Porter como Holmes
- Michael Fox como Repórter Laszlo "Lotzie" Kovach
- Frank Gerstle como Sgt. Kruger
- Charles Lane como Bill Hadley